# Csizi Péter
Csizi Péter (Pécs, 1982. augusztus 24. –) magyar szociálpolitikus, politikus; 2010 és 2018 között a Fidesz országgyűlési képviselője a  Baranya megyei 1. számú országgyűlési egyéni választókerületben.

## Életrajza

### Tanulmányok
Az Apáczai Csere János Nevelési Központ Gimnáziumában érettségizett 2001-ben. A Pécsi Tudományegyetem Bölcsészettudományi Karának szociálpolitikus szakán diplomázott 2009-ben.
Német középfokú nyelvvizsgája van.

### Politikai pályafutás
1998-ban alapító tagja volt a pécsi Fidelitasnak. 2010. május 14. óta a Fidesz – Magyar Polgári Szövetség országgyűlési képviselője. 2014. május 6. körjegyző volt.
2010. május 14. és 2014. május 5. között az Ifjúsági, szociális, családügyi és lakhatási bizottság tagja. 2014. május 6. és 2015. február 16. között a Törvényalkotási bizottság tagja. 2015. február 16. a Nemzetbiztonsági bizottság tagja.
2010 és 2014 között Pécs alpolgármestere.